# Ludwigia turbinata
Ludwigia turbinata är en dunörtsväxtart som beskrevs av P.L.R.Moraes. Ludwigia turbinata ingår i släktet ludwigior, och familjen dunörtsväxter. Inga underarter finns listade i Catalogue of Life.